# Pulau Kampai
Pulau Kampai is een bestuurslaag in het regentschap Langkat van de provincie Noord-Sumatra, Indonesië. Pulau Kampai telt 4069 inwoners (volkstelling 2010).